# 大脱走
『大脱走』（だいだっそう、原題: The Great Escape）は、1963年公開のアメリカ映画。戦闘シーンのない集団脱走を描いた異色の戦争映画。監督はジョン・スタージェス。出演はスティーブ・マックイーン、ジェームズ・ガーナー、リチャード・アッテンボロー、ジェームズ・ドナルド、チャールズ・ブロンソン、ドナルド・プレザンス、ジェームズ・コバーン 、デヴィッド・マッカラムなど。
1950年に出版されたポール・ブリックヒルの同名のノンフィクション『The Great Escape』を原作としているが、内容はかなり脚色されている。
ミリッシュ・カンパニーが製作し、ユナイテッド・アーティスツが公開、ジョン・スタージェスが製作と監督を務めた。

## 概要
1943年3月にチュニジア戦線で乗っていたスピットファイア機がドイツのメッサーシュミット機の機銃掃射を受け、パラシュートで脱出した後にドイツ軍の捕虜となったポール・ブリックヒルが、送られた捕虜収容所で体験した脱走計画の詳細を、戦後に一冊の本『The Great Escape』にまとめて出版した。これを読んだジョン・スタージェス監督がすぐに映画化権を買い取り、自ら製作者も兼ねて作られたのが映画『大脱走』である。
製作・監督のジョン・スタージェスはこの当時『OK牧場の決斗』『老人と海』『荒野の七人』を撮って最も充実していた頃でこの映画が彼の代表作となった。主演には当時テレビドラマ『拳銃無宿』で活躍して『荒野の七人』から映画スターとして頭角を表していたスティーブ・マックイーン、同じくテレビドラマ『マーベリック』で活躍していたジェームズ・ガーナーを起用した。これに同じくテレビ界出身で『荒野の七人』にも出演したチャールズ・ブロンソン、ジェームズ・コバーン、そして映画『戦場にかける橋』のジェームズ・ドナルド、英国俳優で後に映画監督として活躍したリチャード・アッテンボローなどが出演した。デヴィッド・マッカラム はこの映画の出演時はまだ無名であった。
ジョン・スタージェスが好んで描いた「何があってもへこたれない不屈の男たちのドラマ」であり、また戦争映画のジャンルで脱走を描いた映画としては、他に『第十七捕虜収容所』『脱走特急』『木馬』などがあるが、脱走物としてこの映画は最高作品として評価されている。第36回アカデミー賞の編集賞にノミネートされた。
音楽はエルマー・バーンスタインで、彼が作曲した「大脱走マーチ」（The Great Escape March）は、当時ミッチ・ミラー合唱団が歌ってヒットし、また初公開時にスティーブ・マックイーンがドイツ軍から奪い取ったバイクで草原を疾走するシーンがその爽快さとともに話題となり、この映画の代表的なシーンとしてその後長く記憶されている。

## あらすじ
第二次大戦下のドイツ。朝靄の中で一群の軍用トラックが道路を疾走しスタラグ・ルフト北捕虜収容所に到着した。この新設の捕虜収容所に英軍中心の連合軍捕虜が送られてきたのだが、これらの捕虜の中に脱走常習犯が多数含まれていた。ドイツ軍は絶え間なく発生する脱走に手を焼き、常習犯を集めて、脱走がきわめて難しい収容所を作っていた。鉄条網には近づけず、監視しやすいようにだだっ広く、唯一隠れられそうな森までは100ｍはありそうで、新任の所長を始め、選りすぐりの兵隊が監視にあたっていた。捕虜を運ぶ一群のトラックが収容所に到着して、直後にフォン・ルーゲル所長（ハンネス・メッセマー）は、連合軍捕虜の先任将校ラムゼイ大佐（ジェームズ・ドナルド）に対して「この収容所から脱出することは不可能だ。無駄な悪あがきは辞めて、おとなしくせよ」と述べると、大佐は「脱走して敵軍を混乱させるのは将兵の義務である」として所長に迎合せず屈しなかった。収容された男達は、何回も脱走を繰り返してきた札付きの強者達で、初日から収容所外に作業へ行くロシア人捕虜に紛れて脱走を試みる連中であったが、さすがに看守長シュトラハヴィッツに軽くあしらわれてしまう。アメリカ兵のバージル・ヒルツ（スティーブ・マックイーン）は、監視台と監視台との間の鉄条網に盲点があることを見抜き、グローブとボールを持ってきて、さり気無くボールを鉄条網の傍に投げ入れて、立ち入り禁止区域に入ったが見つかり、機銃掃射を受けたが助かった。その大胆不敵な振舞いからさっそく所長に目をつけられて独房に放り込まれる始末で、その場で所長を侮辱したアイブスも独房入りとなった。
そのような中、数時間後、ロジャー・バートレット（リチャード・アッテンボロー）がゲシュタポに連れられて収容所に到着する。彼は「ビッグX」と呼ばれる集団脱走の計画立案･実行のリーダーで筋金入りの男だった。到着したその日の夜、ロジャーは馴染みのあるメンバーを集めて空前の脱走計画を説明する。今回新しい収容所に来た捕虜の中にはロジャーが驚くほど各種のスペシャリストが揃っており、3本のトンネルを掘って250名もの捕虜を脱走させるという彼の大脱走計画に一同は驚くが、皆の意思は一致した。このメンバーに義勇兵として英空軍に参加していたアメリカ人のアンソニー・ヘンドリー（ジェームズ・ガーナー）も加わり、物資調達係として調達屋の才能を発揮する。道具もなく24時間監視されている中、彼らは盗んだり隠したり謀りながら作業を進め、工夫と智恵と技術を駆使していく。オーストラリア人のセジウィック（ジェームズ・コバーン）は機械の製造屋としてトンネルに空気を送り込む鞴などの装置を器用に作るなど活躍し、脱走者の服装を多数に何種類も揃える仕立て屋もおれば、写真入りの身分証明書などのニセ物を作る偽造屋、各トンネルのスタート位置から目標とする森までの距離を測りトンネル内でどれ位の距離を掘ったかも測る計測屋、掘った土をカムフラージュする分散屋、警備の裏をかくための偽装と緊急情報を発信する警備屋がいて、非常に訓練され組織だった行動を示していく。3本のトンネルを掘るのはダニー（チャールズ・ブロンソン）とウイリー（ジョン・レイトン）で、ダニーは暖炉の下をめくって最初に穴を開ける作業の時に17という数字を書き入れた。自分が掘る17番目の脱走用トンネルであった。これは3本のトンネルの内の「トム」であり、他に下水の排水会所の底から穴を掘った「ハリー」、そしてもう一つが「ディック」という名称をトンネル名にした。
統率の取れた脱走計画が進む中、一匹狼のヒルツは、独房で親しくなったアーチボルド・アイブス（アンガス・レニー）とモグラのように掘り進める形で再度単独脱走を試みるが失敗しアイブスと共に再び独房入りとなった。アイブスは精神的に追い詰められていった。ロジャーの計画は順調だったが、いかんせん収容所内では脱走後の逃走経路がわからない。ロジャーは更なる単独脱走計画を持つヒルツに、一旦脱走して捕虜収容所の外部の情報をつかんで再度捕虜になるという無茶な要望をするが、当然ヒルツは断わった。そしてヒルツが何人脱走させるのかと尋ね250人と聞いて跳び上がるように驚き、「国中のドイツ兵が血眼になる」と敵側の過剰反応を警告した。しかし脱走に向けての作業は進められていった。トンネル掘りでは「トム」が最も進み、途中からロジャーは他のトンネルを中断して「トム」1本に絞って掘り進められた。やがてトンネルの完成も間近な中、7月4日のアメリカ独立記念日を迎えると、ヒルツ、ヘンドリー、ゴフ（ジャド・テイラー）の三人のアメリカ人は収容所内を行進し、こっそり発酵・蒸留した芋焼酎を皆にふるまってひと時のお祭りを演出する。
だがお祭り騒ぎの最中に、収容者が屋外へ出て無人になった宿舎をシュトラハウィッツの部下が見回りして、床にこぼれたお湯の流れから、偶然「トム」が発見されてしまう。皆が茫然自失となった時に失意のアイブスは正気を失い、立ち入り禁止区域に入ってフェンスをよじのぼっていくところを監視台から撃たれて殺される。ロジャーは中断していた別のトンネル「ハリー」の作業再開を命じ、アイブスの死を目の前で見せつけられたヒルツは、ロジャーに申し出てただ一人脱走する。目的は逃げることではなかった。数日後にヒルツはわざと捕まって収容所に戻り三たび独房に入るが、その間に不眠不休の作業の結果、トンネル「ハリー」が目標に到達して、脱走計画が具体化した。そして脱走決行の当日に独房からヒルツが戻り、ロジャーたちは重要な外部情報を手に入れることができた。
しかしその当日の夜、脱走を決行するため先頭を切ってトンネルを通り地上を覗いたヒルツは驚愕する。収容所から近くの森までの距離をおおよそ100ｍと計算していたが、上がって見るとトンネルは予定された森まで届いておらず、出口が通じたのは監視兵に見つかりやすい草地の真ん中であった。ここでヒルツの発案でロープを森の中に通してトンネル内につなぎ、ロープで合図を送って、トンネルを抜け出るタイミングを伝えるやり方で収容所内をパトロールするドイツ兵の目をごまかしつつ、彼らはなんとか次々に脱走していった。
だが76人目の測量屋カベンディッシュがトンネルを抜け出たところで躓いて倒れ、その物音をドイツ兵の歩哨が聞きつけ、近づいてきて周囲を監視したため、脱出行動を一時停止してじっと様子を窺うこととした。しかし、いっこうに「地上へ出てよし」のロープの合図が来ないことにしびれを切らした77人目のグリフィス（仕立屋）が、トンネルを抜け出て地上に出たところで歩哨に発見されて脱走が発覚する。
翌朝ルーゲル所長は脱走者が76名に達したとの報告を受けて愕然とする。その表情をラムゼイ大佐は誇らしげに見るのであった。
収容所の脱走に成功した捕虜達は、様々な手段で逃走を続けていった。ロジャーとマック、アシュレー＝ピット、ヘンドリーとコリンらは列車で、ダニーとウイリーはボートで、セジウィックは自転車で、そしてヒルツはバイクで。ヘンドリーとコリンは列車にゲシュタポと制服警官が乗ってきたので走っている列車のデッキから飛び降りて、その後ドイツ空軍の飛行場から練習機を盗み出して空へ飛び立った。ロジャーとマックはフランス人を装い列車内の検問は無事に切り抜けたが、到着駅での検問でゲシュタポのクーンが二人に気づいた。それを近くから見ていたアシュレー＝ピットが咄嗟にクーンに組み付き、彼が拳銃を取り出したところで自身の胸に当てて引き金を引かせて死亡させて、自らは検問の親衛隊員に射殺された。アシュレー＝ピットは捨身になってロジャーとマックを助けたのだった。セジウイックは自転車から停まっていた貨物列車に乗り移りフランスへ向かった。ダニーとウイリーは川辺にあったボートに乗って、オールをひたすら漕いで海を目指した。ヒルツはドイツ陸軍の伝令が乗ったバイクを転覆させて制服を奪い、バイクを疾走させた。しかし途中でドイツ軍に偽者だと気付かれ、道路から野原を突っ切って逃げて行った。
しかし、ドイツ国外及び占領地域外に達する前に、脱走者たちは国中に配備されている追っ手に次々に逮捕されてしまう。練習機を盗んだヘンドリーとコリンは一路スイスを目指したが途中で失速して墜落し、コリンは迫って来たドイツ陸軍に撃たれて死亡し、ヘンドリーは捕まる。ロジャーとマックは再度検問を受けた際もフランス人を装い、無事通過できたと思った一瞬の気の緩みから思わぬ言葉の罠に嵌まり、走って逃げたが捕まってしまう。そしてヒルツもスイスとの国境線まで達したが執拗なドイツ陸軍部隊に行く手を次々と塞がれ、バイクで鉄条網を超えようとしたところを銃撃されて、鉄条網に突っ込んでしまい、身動きもままならない中、投降した。
一方、脱走捕虜のうち、ゲシュタポの管理下におかれた50名の将校は護送の途中で全員射殺されてしまう。その中にはリーダ―であったロジャーやマックらも含まれていた。
その悲報は収容所で待つラムゼイ大佐にルーゲル所長から伝えられ、収容所の仲間全員にラムゼイ大佐は50名の名前を読み上げた。ダニーとウイリーのボートはやがて港に着き、中立国の貨物船に乗った。セジウイックはフランスでレジスタンスの助力を得て、目的地のスペインへ国境を越えていった。脱走に成功したと思われる者はこの3名であった。
悲しみに沈む収容所にまずヘンドリーら10名が戻り、ヘンドリーは50名が犠牲になったことを知ってラムゼイ大佐にこれだけの犠牲を出してまで脱走を試みる価値があったのか疑問をぶつける。それに対してラムゼイ大佐は「見方による」と答えた。そしてヒルツも連行されて戻ってきた。車から降りたヒルツは所長を解任されたルーゲルに「俺たちのおかげで前線行きか？」と聞くと、ルーゲルは「君はまだ運が良いぞ」と、他の捕まった者たちの運命を伝え、皮肉な笑みの消えたヒルツに「ベルリンに先に行けるのはどうやら君の方だ」と別れの言葉を述べた。脱走にまた失敗したヒルツだが、ゴフからグローブとボールを受け取り、独房に向かった彼の反骨と闘志は消えることはなかった。

## 原作による脱走の経緯
ポール・ブリックヒルの原作によれば、以下の通り。
- 1940年5月23日、のちの“ビッグX”であるロジャー・ブッシェルがブローニュ近郊で撃墜されて捕虜となる。
- 1942年春、200名の捕虜がドイツのザーガン（現在のポーランド領ジャガン）に新設された「第三空軍捕虜収容所」（東収容所）に移される。
- 1942年暮れ、ロジャー・ブッシェルが「第三空軍捕虜収容所」に移される。
- 1943年4月1日、「第三空軍捕虜収容所」内に新設された「北収容所」に700名の捕虜が移される。
- 1943年4月11日、123号ブロックの「トム」、122号ブロックの「ディック」、104号ブロックの「ハリー」の三つのトンネルのはねぶたの位置が決まり、トンネル掘りが始まる。
- 1943年6月10日ごろ、「第三空軍捕虜収容所」を造ったソ連軍捕虜が戻り、「北収容所」の南側でアメリカ人用の収容所の建設が始まる。
- 1943年7月4日、ジェリー・セイジとデヴィ・ジョーンズの二人のアメリカ人捕虜が、赤十字慰問品の乾ブドウを発酵させた乾ブドウ酒を蒸留し、アメリカ独立記念日を祝って酒をふるまう。
- 1943年夏、「トム」のはねぶたが収容所のグレムニッツの捜索によって発見される。また、アメリカ兵が隣接した新設の収容所に移される。
- 1943年秋、ロジャーの発案で“鉄条網切り”による単独の脱走が試みられる。25名程が実行したが、成功した者は無かった。
- 1944年1月7日、ロジャーが委員会を招集し、3ヶ月間封印していた「ハリー」の掘削を再開することを決定する。
- 1944年1月10日、「ハリー」のはねぶたを開く。
- 1944年1月14日、「ハリー」に作業班が入る。
- 1944年2月10日、「ハリー」に第2中継所が完成する。
- 1944年3月24日、数日前に完成していた「ハリー」によって脱走が決行される。脱走予定者は220名。地上に出ると森から10フィート手前であった事が判明し、ロープによる合図で監視兵の動向を知らせる方式を取ることに決定。発見されるまでに76名が脱走に成功する。
- 1944年4月上旬、脱走決行時まで収容所長であったフォン・リンダイナーの後任、オズベルト・ブラウンが脱走兵のうち50名が射殺されたことを捕虜側のリーダー、マッシーに通告する。ロジャーの名も名簿に記されていた。射殺された50名は証拠隠滅のために火葬され、2週間後には遺骨が収容所に届く。
- 1944年6月、無事に帰国を果たしたロッキー・ロックランドとジェンス・マラーより偽名で手紙が収容所に届く。その後、ボブ・ヴァン・デア・ストックも同様に無事を知らせた。
- 1944年7月、「北収容所」では新たなトンネル「ジョージ」が掘り始められた。
- 1944年冬、「ジョージ」が鉄条網の外に達したが降雪により脱走不能になったため、非常用の脱出口として確保する。
- 1945年1月26日、ソ連軍の攻勢によって東部戦線が収容所に迫り、雪中の撤退が始まる。
- 1947年7月1日、ハンブルク裁判所で50名中46名の射殺に関与したゲシュタポなどの18名の軍事裁判が行なわれ、15名に死刑判決が下る。
- 1948年2月26日、判決を受けた14名の刑が執行される。
- 1948年10月11日、最後まで不明であった4名の射殺に関与した2名が、軍事裁判にかけられる。

## 登場人物

### 捕虜

#### 英国空軍
ラムゼイ
収容所における連合軍捕虜の先任将校（The SBO）で階級は大佐。片足が不自由で杖を突いている。捕虜側の代表としてドイツ側との連絡役を負う。常に沈着冷静であり、ルーゲル所長からも信頼されている。バートレットたちを陰ながらサポートする。
ロジャー・バートレット
通称「ビッグX（Big X）」。集団脱走計画の中心人物で階級は少佐。脱走した捕虜の捜索にドイツ軍の兵力を割かせ、連合軍の反攻目前の状況下でのドイツ軍の後方かく乱を目的として250名もの集団脱走計画を企てる、頭脳に秀でた脱走のカリスマ。捕虜収容所では脱走用トンネル三本を計画し、それぞれ「トム」、「ディック」、「ハリー」と命名した。
しかし、SSにマークされるほどの知名度の高さが災いし、結局捕らえられた後の移送中に、休憩の名目でトラックから降ろされた時、マックに「組織作りにトンネル作業が私の生きがいだった。今思うと幸せだった」と語ったが、直後に一方的な機銃掃射を受けて死亡した。
サンディ・マクドナルド（マック）
通称「情報屋（Intelligence）」。地獄耳の情報通で階級は大尉。収容所内のあらゆる情報を収集、脱走メンバーに伝達する。語学に堪能で、脱走前にフランス語やドイツ語の会話能力の試験を担当した。ロジャーの参謀格として行動を共にする。スコットランド出身。脱走後はロジャーとフランス人になりすまし、列車内の検問を切り抜ける。バスに乗り継ごうとした際にフランス語を話す担当官の検問をいったんパスするが、心の緩みを突かれ、担当官からの「Good luck」という言葉掛けに思わず「Thank you」と答えてしまい正体が露見し、走って逃げるが捕まってしまう。
ウィリアム・ディックス（ウイリー）
通称「トンネル王（The Tunnel King）」。階級は大尉。脱走計画では無二の親友ダニーと共にトンネル掘りを担当し、脱走の際に、かつてのトラウマから脱走を拒むダニーを説得し、脱走に成功する。優しい性格が特徴。
コリン・ブライス
通称「偽造屋（The Forger）」。階級は大尉。戦時中は航空写真の分析・解析を担当していた。バードウォッチングが趣味で、ミルクティーを愛する典型的な英国紳士。身分証の偽造などの精密作業で長時間目を酷使し続けた結果、急速に視力が衰えて（進行性近視）、ほとんど失明状態となってしまった。ロジャーが脱走の足手まといになるとして脱走のメンバーからはずそうとしたが、ヘンドリーが反対してそして彼の助力で脱走に参加した。
エリック・アシュレー＝ピット
通称「分散屋（Dispersal）」。彼だけは空軍ではなく英国海軍航空隊の士官で、階級は少佐。トンネルから出した地中の土と屋外の土とを混ぜて誤魔化すのにズボンを使った方法を考え付き、土処理をうまく分散させて脱走計画に貢献した。脱走の前からドイツ側にマークされていたロジャーを心配して付いて来ていたらしく、脱走後に乗った列車から降りた駅での検問でロジャーに気が付いたゲシュタポのクーンに飛びかかり、自ら周囲の耳目を引き付ける形で犠牲となってロジャー達を助けた。
デニス・カベンディッシュ
通称「測量屋（The Surveyor）」。階級は大尉。トンネル掘りの作業音の偽装のために合唱隊を組織し、その指揮も担った。彼の測量が正確でなかったことが脱走時に大変な問題となる。また、脱走時トンネルから出た際に躓き転んでしまい、ドイツ兵に気づかれるきっかけとなっている。
グリフィス
通称「仕立て屋（Tailor）」。軍服、カーテン、毛布やそのほか所内のあらゆる物を駆使して脱走用の平服やコート、ドイツ軍の制服などを仕立てていく。脱走の順番待ちの際、アクシデントから中々、合図が出ない状況になった窮地を察しないまま、しびれを切らせて飛び出してしまった姿をドイツ兵に目撃されて発砲を招いてしまい、収容所側に集団脱走が露見してしまった。
ソレン
「警備屋（Security）」。看守のドイツ兵達の行動を常に監視、合図ひとつですぐに脱走のための準備作業を中止したり、偽装できる警戒体制を敷く。
ダイ・ニモ
「陽動役（Diversions）」。脱走はできたものの、ドイツ軍に見つかり逮捕されて収容所へ連れ戻される。
アーチボルド・アイブス
エンドクレジットでは「モグラ（The Mole）」と表記。階級は中尉。序盤でルーゲル所長に対して侮辱的な行為に出たためにヒルツと共に独房行きとなった。その後もヒルツとコンビで脱走、逮捕、独房行きを繰り返す。自称身長5フィートの小柄で地元では騎手をしていた。ノリの良い明るい表情とは裏腹に、長年の収容所暮らしで精神的に追い詰められていた。独立記念日に完成目前となった脱走トンネル「トム」が発見されて潰されたショックに耐えきれず、発作的な脱走行為に駆られたことで射殺されてしまう。だが、その結果、それまで一匹狼を貫き通していたヒルツが集団脱走計画に協力するきっかけを生み出した。スコットランド出身。

#### 英国空軍所属（その他）
ダニエル・ヴェリンスキー（ダニー）
通称「トンネル王（The Tunnel King）」。ポーランド人で階級は大尉。脱走計画では脱走用トンネルの掘削作業を担当する。子供の頃からの閉所・暗所恐怖症でありながらも、そのことを押し殺してトンネルを掘り続ける。作業中に頻発する落盤事故からトラウマが甦り、一度は脱走を拒んだが、ウイリーの説得で参加を決意する。ロシア語の「ЛЮБЛЮ（"私は愛している"の意）」の単語だけは知っている。ウイリーの無二の親友で、屈託のないやさしい男である。
ルイス・セジウィック
通称「製造屋（The Manufacturer）」。オーストラリア人で階級は中尉。トンネル掘削用のツルハシ・シャベルからエアダクトまで、所内のあらゆる物を利用して脱走用の諸道具を作り上げる。集団脱走の際には誰よりも大きなトランクを持って参加する。
アンソニー・ヘンドリー
通称「調達屋（The Scrounger）」。米国人だが、ヒルツたちのような米軍所属ではなく、英空軍の義勇飛行隊、いわゆる「イーグルスコードロン」所属であり、ゴフがそのようにヒルツに言っているシーンがある。階級は大尉。自身を「ちょろまかし屋」と自称する通り、わずかな隙を見てドイツ軍の物資を掏る術に長けており。集団脱走計画では脱走に必要な材料や道具の調達を担当し、保険証などの調達についてはおっちょこちょいな看守のウェルナーを部屋へ誘い、首尾よく財布ごと盗んだ。収容所に来てすぐに年齢も国籍も全く違う偽造屋のイギリス軍士官コリンと親しくなる。その友情から、脱走前に視力に異常を起こしたコリンを庇いつつ、脱走後に乗車した列車から二人で飛び降り、軍用飛行場から練習機を盗み、一路アルプス山脈を越えてスイスを目指すが、アルプス山脈を目前にしてエンジンの不調に見舞われて不時着し、捕らえられてしまう。
ヘインズ
ニモと同じ「陽動役（Diversions）」。ニモと行動を共にすることが多い。入所初日にセジウィックと共に「ケンカ」を演じてみせ、“最初の脱走”に貢献、自らも参加するが失敗する。その「ケンカ」の時、セジウィックに「カナダのコソ泥」と言われている。脱走時はドイツ兵になりすまし、事前にマックによる検問突破のための会話訓練の際に、「ハイル・ヒトラー」と敬礼して見せたが簡単な英語のトリックに引っかかって注意された人物。脱走には成功したものの捕まり、ゲシュタポに処刑される。

#### 米国航空兵
バージル・ヒルツ
通称「独房王（The Cooler King）」。陸軍航空隊大尉。本作の主人公格。単独行動を好む一匹狼。 野球が趣味で、独房でもボールとグローブは欠かさない。常習犯といって良い程、脱走に執念を燃やしており、独房にいる間は彼の脱走への試みが篭ったボールの音を日夜鳴り響かせていた。入隊前は大学で化学工学を専攻、学費の足しに祭でバイクレースに参加していたらしく、ライダーとしてなかなかの腕前。ドイツ捕虜収容所に送られて早々、彼を狂気的な脱走癖の持ち主と睨んだルーガー所長と対立して20日間の独房行きとなる。以前の収容所では17回も脱走を試みた、とルーゲル所長宛ての報告書にあり、ヒルツが「18回だ」とルーゲル所長の発言を訂正したのは、この収容所に来るトラックからも脱走を試みた時の一回を加えたものである。独房で隣同士となったアイブスとはスピード競技の選手の経験がある者同士で意気投合した。
ゴフ
階級は中尉。ヒルツに「第14収容所のなじみがいない」と言っている。中盤でヒルツ、ヘンドリーと共に独立記念日のために芋から蒸留したウォッカ（日本語字幕・吹き替えでは焼酎）を密造する。ヒルツが独房へ送られるごとに、愛用しているボールとグローブを手渡していた。それはラストシーンまで続く。

### 捕虜収容所
フォン・ルーゲル
所長（The Kommandant）。ドイツ空軍大佐。「腐った卵を一つの籠に」という思惑で捕虜を集めたが、結果、手に余るほどの脱走のプロたちの集いを作り上げてしまった。敵国軍人を憎しみの対象としては見ておらず、「捕虜の本分は逃走による敵地かく乱」との連合軍捕虜の主張に一定の理解を示す。人徳者で、ドイツ空軍の軍人であることに誇りを持ち、冷酷非情さを誇るかのような親衛隊やゲシュタポを快く思っていない。そのためナチス式敬礼にも消極的。ロジャー・バートレットが収容所に連れてこられた際、ゲシュタポに「彼からは一時も目を離すな」と言われたが、ゲシュタポが去った後すぐに部下に手錠を外すように指示し、他の捕虜と同じように扱った等、自身が空軍所属という事もあってか、英国空軍捕虜に対して甘い一面もある。そういった性格は作中の脚色ではなく、小説版大脱走の著者であり、実際に捕虜収容所にいたポール・ブリックヒルによれば史実である。胸元に第一次世界大戦におけるドイツ軍の最高勲章、プール・ル・メリット勲章が確認できる。終盤で多くの捕虜を逃がしてしまったことの責任を問われて解任され、収容所を去る。モデルとなった実在の人物はフリードリヒ・ヴィルヘルム・フォン・リンダイナー＝ヴィルダウ大佐。
ポーゼン
ルーゲル所長の副官。階級は空軍大尉。ルーゲルの解任後、後任として所長に就任する。
ハンス・フォン・シュトラハウィッツ
看守長。有能な空軍下士官。入所初日の脱走も素早く見抜き、「初日だからお互いに愚かな行為が多い」と不問に付す。
ウェルナー
通称「白イタチ（The Ferret）」。看守の一人。身分証明書の偽造元を調達するために親しげに接してきたヘンドリーに隙を突かれ、あっさり財布を盗まれる。独立記念日に偶然脱走トンネル「トム」を発見した。

### ゲシュタポ
プライセン
ゲシュタポの脱走捕虜の探索責任者。かつて脱走者として逮捕したバートレットへ厳しい尋問（拷問）を加えたが集団脱走組織の全貌は解明できず、空軍捕虜収容所にその身柄を預けに来る。のちにゲシュタポによって捕まってしまったバートレットと再会を果たす。ハゲ頭、チョビヒゲ、メガネの外見と皮肉な物言いが特徴。
クーン
ゲシュタポの一人。「ビッグX」の壊滅と、ロジャー・バートレットの逮捕に執念を燃やしている。空軍捕虜収容所では「脱走したら処刑する」と宣言。フランスの駅で脱走したロジャーを遠くから発見して拳銃を取り出して近づこうとしたところ、その危機を感じたエリックに妨害され、取り出した拳銃をエリックによって自らの胸に押し当てられた形で暴発させてしまい、命を落としてしまった。

### その他
レジスタンス
オープンカフェの経営を表向きに、陰でドイツ軍への抵抗運動を続けているフランス人たち。店に訪れたドイツ軍将校を襲撃する現場で偶然客として居合わせたセジウィックを助け、スペイン入国に協力した。

## 脱走者76名の行方
「50名は逃走中に射殺された」との理由でフォン・ルーゲル所長からラムゼイ大佐に50名の名簿が渡される。ほとんどは逮捕後に収容所へ戻される途中の「5分間の休憩」での処刑であるが、列車終着駅でバートレットを発見したゲシュタポを妨害し射殺されたアシュレー＝ピットの名もこの名簿にはあることから必ずしも「5分間の休憩」での処刑のみの犠牲者数ではない。
「今日、11名、君の部下が帰ってくる」と射殺された50名の名簿とともに知らされた再収容される生存捕虜の人数は11名。第一陣はヘンドリーを含む10名。第二陣はヒルツ1名。
映像になっている脱走成功者は3名。トンネル王のダニーとウイリーはボートで海へ出て貨物船に乗り込み、オーストラリア人のセジウィックは仏レジスタンスの協力を得てスペインへ。因みにポール・ブリックヒル（彼自身はオーストラリア人）の原作でも脱走成功者はロッキー・ロックランド（イギリス人）、ジェンス・マラー（イギリス人）、ボブ・ヴァン・デア・ストック（オランダ人）の3名であった。
そしてそれ以外の脱走者がどうなったのかはラストシーンのヒルツが戻ってくる場面では明らかにされていない。ただ殺されたのが50名であることはこの映画のラストで「この映画を50名に捧げる」という字幕が最後に出てくるので明確である。ヒルツが戻された時点ではそれは誰も分からない。
戦後になって原作者のポール・ブリックヒルが調べて、17名がもとの収容所に戻り、6名が他の収容所に移されたことになっているが映画では明らかにしていない。脱出に成功したのが3名であることも戦後にポール・ブリックヒルの調査で分かったことで、時系列でいけば港で貨物船に乗船した2人とスペインに逃れた1人も脱出成功はずっと後のことであったが、映画ではヒルツが戻る前にそのシーンを挿入している。

## キャスト
| 役名                   | 俳優                           | 日本語吹き替え | 日本語吹き替え |
| 役名                   | 俳優                           | フジテレビ版   | テレビ東京版   |
| ---------------------- | ------------------------------ | -------------- | -------------- |
| ヒルツ                 | スティーブ・マックイーン       | 宮部昭夫       | 安原義人       |
| ヘンドリー             | ジェームズ・ガーナー           | 家弓家正       | 菅生隆之       |
| ロジャー・バートレット | リチャード・アッテンボロー     | 宮川洋一       | 池田勝         |
| ラムゼイ               | ジェームズ・ドナルド           | 大木民夫       | 野沢那智       |
| ダニー                 | チャールズ・ブロンソン         | 大塚周夫       | 銀河万丈       |
| コリン・ブライス       | ドナルド・プレザンス           | 勝田久         | 坂口芳貞       |
| セジウィック           | ジェームズ・コバーン           | 小林清志       | 小山力也       |
| フォン・ルーゲル       | ハンネス・メッセマー           | 川久保潔       | 小川真司       |
| アシュレー＝ピット     | デヴィッド・マッカラム         | 井上真樹夫     | 平田広明       |
| マクドナルド（マック） | ゴードン・ジャクソン           | 上田敏也       | 稲垣隆史       |
| ウイリー               | ジョン・レイトン               | 堀勝之祐       | 家中宏         |
| アイブス               | アンガス・レニー               | 富田耕生       | 岩崎ひろし     |
| カベンディッシュ       | ナイジェル・ストック           | 吉沢久嘉       | 石波義人       |
| ウェルナー             | ローベルト・グラフ             | 仁内建之       | 青山穣         |
| ゴフ                   | ジャド・テイラー               | 仲村秀生       | 鳥海勝美       |
| クーン                 | ハンス・ライザー               | 緑川稔         | 石塚運昇       |
| シュトラハウィッツ     | ハリー・リーヴァウワー         | 西山連         | 若本規夫       |
| ソレン                 | ウィリアム・ラッセル           | 緑川稔         | 高瀬右光       |
| ポーゼン               | ロバート・フライタッグ         | 藤本譲         | 大川透         |
| プライセン             | ウルリッヒ・バイガー           | あずさ欣平     | 岩田安生       |
| デートリッヒ           | ゲオルグ・ミケル               | 村松康雄       | 田原アルノ     |
| ヘインズ               | ローレンス・モンテイン         | 渡部猛         | 沢木郁也       |
| グリフィス             | ロバート・デズモンド           | 嶋俊介         | 内田直哉       |
| フリック               | ティル・キーヴェ               | 藤本譲         |                |
| クラマー               | ハインツ・ヴァイス             | 青野武         | 小島敏彦       |
| ニモ                   | トム・アダムス                 | 仲木隆司       | 佐久田修       |
| シュタインナッハ       | カール＝オットー・アルベルティ | 西山連         |                |
| ナレーター             | N/A                            | 大木民夫       | 岡部政明       |

- フジテレビ版: 初回放送1971年10月1日（前編）・8日（後編）『ゴールデン洋画劇場』21:00-22:56 ※DVD・BD収録。
- テレビ東京版: 初回放送2000年1月20日『木曜洋画劇場 20世紀名作シネマ』21:02-23:39 ※2023年発売のBDに収録。

## スタッフ
- 監督・製作: ジョン・スタージェス
- 原作: ポール・ブリックヒル
- 脚本: ジェームズ・クラヴェル、W・R・バーネット（英語版）
- 撮影: ダニエル・ファップ（英語版）
- 編集: フェリス・ウェブスター（英語版）
- 音楽: エルマー・バーンスタイン

### 日本語版
| -              | フジテレビ版 | テレビ東京版      |
| -------------- | ------------ | ----------------- |
| 演出           | 小林守夫     | 小林守夫          |
| 翻訳           | 木原たけし   | 木原たけし        |
| 調整           | 前田仁信     | 高久孝雄          |
| 効果           | TFCグループ  | リレーション      |
| 選曲           | 重秀彦       | N/A               |
| 担当           |              | 河村常平          |
| プロデューサー |              | 深澤幹彦 渡邉一仁 |
| 制作           | フジテレビ   | テレビ東京        |
| 制作           | 東北新社     |                   |

## エピソード
- 公開時、マックイーンがバイクでの疾走シーンでスタントなしで自身で行ったと宣伝されたが、実際は映画会社の許可がおりず、危険なスタントについては友人でバイク仲間でもあるバド・イーキンズが代行した。しかし殆どの疾走シーンはマックイーンが運転しており、捕まる寸前にジャンプする場面や鉄条網（実はゴム製のもの）に突っ込む場面はバド・イーキンズが運転していた。この他に最初にドイツ軍に遭遇してオートバイで追撃される場面で、追っているドイツ軍のバイクの中に実際はマックイーンが運転しているバイクがある。ハンドルの持ち方がソックリなのですぐ分かる。
- ヒルツ（マックイーン）の乗るバイクはドイツ軍から鹵獲した物なので本来はBMW・Rシリーズでないとおかしいが、終盤の国境越えのジャンプのシーンで重く扱いづらいためトライアンフTR6にドイツの軍用バイク風の塗装と小改造を施した物で代用している。
- 映画では偽造屋でやがて視力を失うコリン役を演じたドナルド・プレザンスは、大戦中に英国空軍に所属して撃墜されて捕虜となり、収容されたのが本作の舞台となった第三捕虜収容所のすぐ近くのスタラグ・ルフト第一捕虜収容所であった。しかも脱走計画まで加わっていたという経歴の持ち主である。彼は後にTVムービー版『大脱走』にも出演しているが、こちらではドイツ軍将校を演じている。
- トンネルを掘ったダニー役のチャールズ・ブロンソンは、役者になる前は炭鉱夫をしていたので、本人は「地でいけた」と語っている。またスタージェス監督は掘削作業の場面で注文をつける必要は全くなかった。
- ブロンソンと同じトンネル掘りのウイリー役を演じたジョン・レイトンは本業は歌手で、当時『霧の中のジョニー』がヒットし、この映画の主題歌『大脱走マーチ』も歌っており、日本でもレコードが発売されている。
- 米国映画の場合、主演「starring」の俳優は題名「The Great Escape」の前に出てくるもので、1963年製作時の本作は冒頭にスティーブ・マックイーン、ジェームズ・ガーナ―、そしてリチャード・アッテンボローの字幕が出た[注釈 10]。そして題名が出た後の共演「co starring」の俳優はジェームズ・ドナルド、チャールズ・ブロンソン、ドナルド・プレザンス、ジェームズ・コバーン、ハンネス・メッセマー、デヴィッド・マッカラム他で、その他は「with」である。これが映画の画面に映る配役でありその時点での俳優の格を表している。したがって初公開時のチラシは監視台のサーチライトを背に受けながら逃げるマックイーン、ガーナー、アッテンボローの3人の顔が描かれていた。
- ところが、7年後の1970年のリバイバル公開の時になるとチラシや看板に並ぶスターの順番が全く違っていて、マックイーン、コバーン、ブロンソン、マッカラム、ガーナーの順番となっていた。それまでの7年間に映画1本の主演を演じるスター俳優が増えて人気も逆転していたからである。そして30年後のDVDになるとマックイーン、ガーナー、ブロンソン、アッテンボロー、コバーンの順の表示になっている。マックイーンはすでに大物スターであったが、ジェームズ・ガーナーは同じ監督で『墓石と決闘』で主演したが次第に人気が落ち、その後テレビ映画『ロックフォードの事件メモ』で復活して、1994年には自身の出世作であった『マーヴェリック』でコバーンと共演し、2004年に『きみに読む物語』に出演している。
- 『大脱走』出演時は渋い脇役で他の映画では悪役も演じていたジェームズ・コバーンは3年後『電撃フリントGO!GO作戦』で人気俳優の座を確保し、1998年『白い刻印』でアカデミー賞助演男優賞を獲得し、2002年に死去している。チャールズ・ブロンソンは5年後アラン・ドロンと共演した『さらば友よ』で大物スターとなり、1970年にはCM≪マンダムの男≫で大ブレークして、2003年に死去した。全く無名であったデヴィッド・マッカラムは翌年テレビ映画『0011ナポレオン・ソロ』で一気にスターとなった。アッテンボローはその後『遠すぎた橋』や『ガンジー』の監督として活躍し、2007年『あの日の指輪を待つ君へ』が最後の作品となった。また俳優としては『ジュラシック・パーク』や『エリザベス』で好演している。
- チャールズ・ブロンソンは、当時、デヴィッド・マッカラムの妻であったジル・アイアランドとロケ地で出会い、後に彼女を妻として迎えることになる。

## 実際の脱走との比較

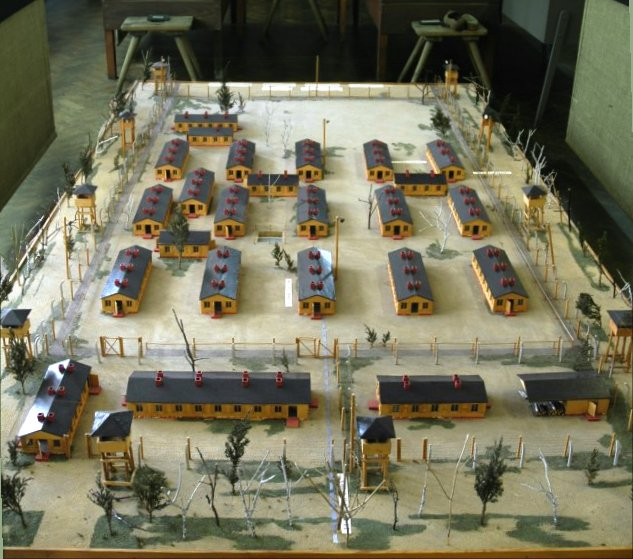
映画で使う収容所のために作られた模型は、実際の収容所と比べて小さく作られている。この模型は収容所近くの博物館に所蔵されている。

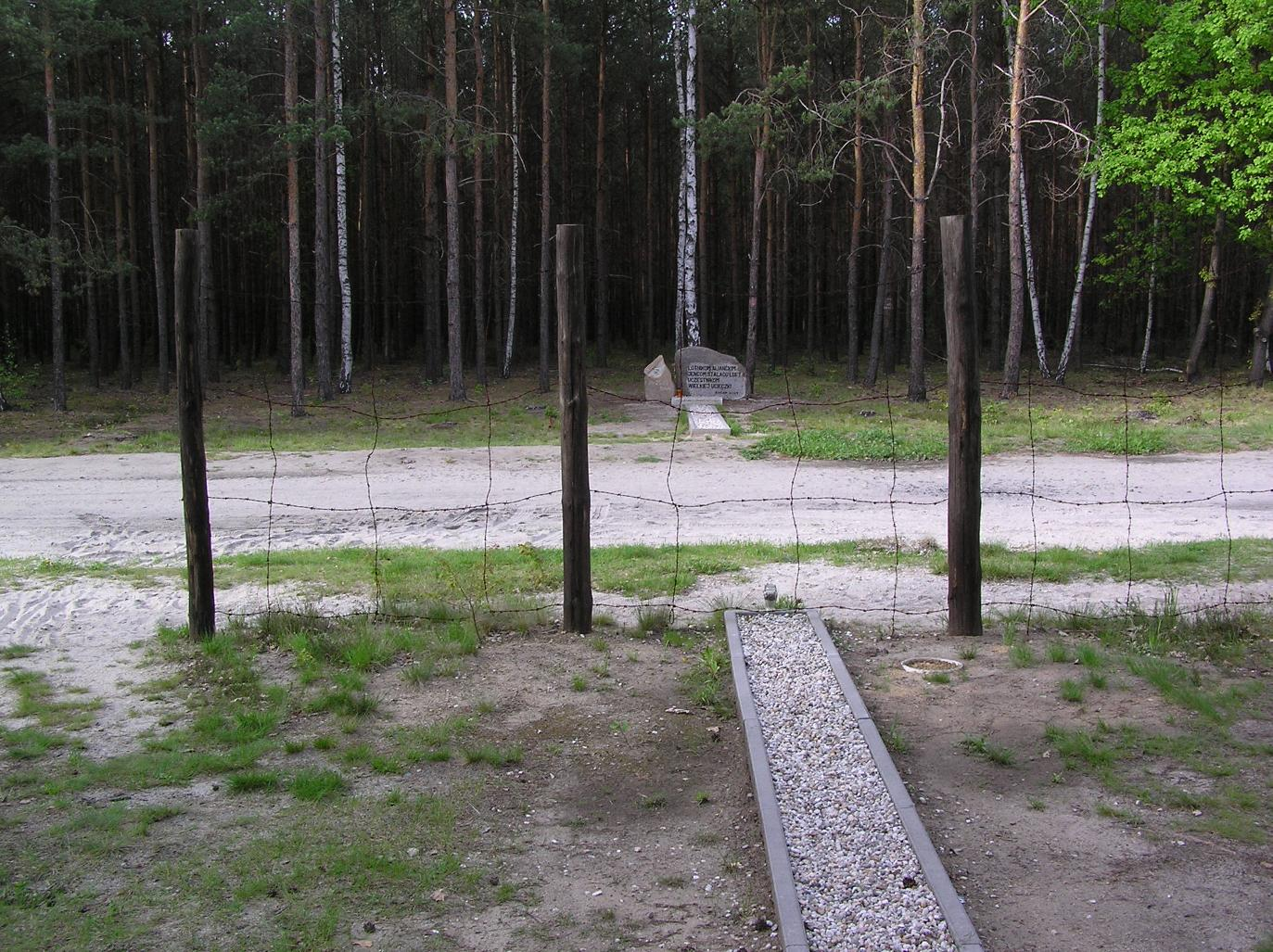
トンネル「ハリー」の地上出口は森まで達していない。

映画で描かれる話のほとんどは架空であり、映画が作られたアメリカの観客に受けるよう、そして有名俳優を起用しているため、大きく話が脚色されている。実際の脱獄ではアメリカ人捕虜の関わりは少ない。また、映画の登場人物は実在の人物を元にしているとはいえ、複数の人物を1人として組み合わせていたりもしている。収容所にいた数人のアメリカ人将校はトンネルを掘る手伝いをしていたが、脱走が行われる7ヶ月前に別の収容所へ移動されてしまっている。アメリカ生まれのイギリス兵であるジョニー・ドッジ（Johnnie Dodge）を除き、脱走したのはアメリカ兵を除くイギリス兵など連合国の兵士である 。
映画ではカナダ人捕虜についてまったく描かれていない。1800人の捕虜のうち、600人が脱走の準備に関わっていたが、そのうち150人ほどはカナダ人であった。カナダ空軍の飛行士で「トンネル・キング」のあだ名で呼ばれていた実在のウォーリー・フロディ（Wally Floody）は映画の技術顧問として働いた。
映画でラムゼイがルーゲルに対し、脱走を試みることは全捕虜の義務と言う台詞があるが、イギリス王の規則や、国際条約などにこの義務は存在しない。
映画でトンネル「トム」の入り口はストーブの下、「ハリー」の入り口は洗面所の排水溝と描かれている。実際には「ディック」の入り口が排水溝、「ハリー」の入り口がストーブの下、「トム」の入り口はストーブ煙突の横に見にくい隅にあった。
元捕虜の人々は、未来の戦争における捕虜脱走で危険が起きないよう、地図や書類、郵送物に隠して送られた道具、母国からの援助などについて詳しく描かないよう映画制作者に求め、制作者はそれにしたがっている。
映画では、多くのドイツ人が脱走を喜んで手伝っていたことが描かれていない。映画で「偽装屋」がパスポートや電車の切符まで正確な複製品を作っていると描かれているが、実際には何百キロメートルも離れたドイツ人から情報を得ていた。また、反ナチスだった何人かのドイツ人看守が脱走のため道具を与えたり手伝っていた。
正確な偽装品を作るため、目が疲れる細かな作業が必要だったが、映画でプライスのように失明した人は存在しない。
映画では理想的な天候の日に脱走をしているが、当時は氷点下以下の環境でのトンネルを掘る作業が多く、地面には雪が積もっていた。また、映画で描かれる飛行機やバイクでの脱走は実際に存在しない。マックイーンは自分のスタントを見せるためのバイクに乗る場面を求めた。最後のバイクに乗ってジャンプする画面はスタントマンのバッド・イーキンズが行ったが、それ以外の場面はマックイーンがスタントなしで演じた。
映画の中で、ヒルツがドイツ陸軍兵が乗ったオートバイを転倒させる、アシュレー＝ピットがゲシュタポ将校のクーンを殺す、ヘンドリーが軍用飛行場で歩哨を殴り昏倒させる場面があるが、実際は脱獄した捕虜によりドイツ人兵の死傷者は1人も出ていない。
映画では、捉え集めた脱獄捕虜を乗せた3台のトラックが3方向に分かれ、そのうち1台は全員が野原に降ろされて機関銃で撃たれている。実際には1人か2人1組で撃たれて殺されている。また、脱獄捕虜の大部分はゲシュタポ将校のピストルで撃たれて殺された。
映画では無事に脱走に成功して母国に戻れた3人の捕虜をイギリス人、ポーランド人、オーストラリア人として描いている。実際にはノルウェー人のイェンス・ミュラー（Jens Müller）、パー・ベルスランド（Per Bergsland）とオランダ人のブラム・ヴァン・デル・ストック（Bram van der Stok）の3人である。
2009年、脱獄から65年を記念して、スタラグ・ルフトIIIに7人の元捕虜が集まり、映画を鑑賞した。彼らによると、フェンスを乗り越えて撃たれたアイブスや、実際にトンネルを掘る様子など、映画前半の収容所生活の細かさの多くは本当だと感想を述べた。
イギリスの作家ガイ・ウォルターズによると、映画でマクドナルドがゲシュタポ将校に「Thank you」と英語で答えて失敗した場面は歴史家は実際の出来事と受け入れるぐらい刷り込まれているとしている。この失敗をしたのは、ビッグXの実際の人物ロジャー・ブッシェル（Roger Bushell）の相棒だったフランス兵のベルナルド・シャイドハウアーだったと指摘している。ウォルターズはブッシェルが英語を話し、シャイドハウアーはフランス人ならば、「Thank you」と返してしまったのはブッシェルである可能性が高いとし、「Thank you」は架空の話と考えるべきとしている。また、フランス人に対する中傷だともしている。

## 作品の評価

### 映画批評家によるレビュー
この映画に対する公開当時の批評はほとんど好意的であった。 1963年、ニューヨークタイムズの批評家ボズレー・クラウザーは、「『大脱走』は、芸術的とも本質的とも言えるほど長時間に渡り、人が関わっていると実感させずに、その苦悩に満ちた物語を紡ぎ続けている。史実を模した男たちが繰り広げる、とても機械的な(machanical)冒険である。」と述べた。イギリスの映画評論家レスリー・ハリウェルは、「かなり良いが、悲劇的な結末の捕虜の長すぎる冒険」と評した。タイム誌の批評家は1963年に「カラー撮影は不必要で目障りだが、他にはほとんど欠点がない。適切なキャスティング、迅速なストーリー、正確なドイツの考証で、プロデューサー兼監督のジョン・スタージェスはアクション映画の古典を作り上げた。説教くさいところがなく、精神論もセックスもない。『大脱走』はシンプルに素晴らしい脱走劇だ。」と書いた。
本作は現代の批評家からも絶賛され続けている。Rotten Tomatoesでは、53のレビューに基づき94％の支持率を獲得している。同サイトの批評家のコンセンサスは、「非の打ちどころのないほどゆっくりと構築されたストーリーと時代を超えたキャストで、『大脱走』は今でもアクションの古典である」としている。
2006年にイギリスで行われた、テレビ視聴者がクリスマスの日に最も観たい家族向け映画に関する世論調査で『大脱走』は3位に入り、男性視聴者の選択肢の中では1位であった。2018年8月に更新された英国映画協会の記事『捕虜映画の名作10選』で、サミュエル・ウィグリーは、『大脱走』や1955年のイギリス映画『The Colditz Story』などの映画を見ることは、「恐怖と悲劇に満ちた瞬間ではあるが、戦時中の捕虜生活を素晴らしいゲームとして、敵の指をすり抜けるための終わりのないフーディーニの挑戦として楽しむことができるのである。かなりの部分を実話に基づく脱走劇は、捕虜の兵士たちの創意工夫と不屈に思える精神に驚嘆させられる。」としており、彼は『大脱走』を「戦争に楽しみを見るアクション映画の典型」と評し、「家族で見るテレビの型」になったとしている。

### 興行収入
本作は400万ドルの予算で1,170万ドルの興行収入を上げた。1963年の激しい競争にもかかわらず、同年の最も高い興行収入を上げた映画の1つとなった。公開以来、観客の層は広がり、映画の古典としての地位を固めた。

### 受賞歴
- アカデミー賞映画編集賞ノミネート（フェリス・ウェブスター）
- ゴールデングローブ賞作品賞ノミネート
- モスクワ国際映画祭最優秀男優賞（スティーブ・マックイーン）受賞
- モスクワ国際映画祭グランプリ（ジョン・スタージェス）ノミネート
- ナショナル・ボード・オブ・レビューの年間トップ10作品に選出
- 全米脚本家組合最優秀脚本アメリカンドラマ賞ノミネート（ジェームズ・クラベル、W・R・バーネット）（脚本翻案）
- AFI「スリルを感じる映画ベスト100」で19位

## DVD・Blu-ray
販売元がワーナー・ホーム・ビデオであったDVD版には日本語吹替音声が収録されていない。
20世紀フォックス ホーム エンターテイメント ジャパンに変わってからも当初は日本語吹替音声がなかったが、40周年記念特別編で初めて収録された。しかし、3時間のフルバージョンではなく2時間半のバージョンが使われたために、劇中の37分間は英語音声日本語字幕に切り替わる変則スタイルとなった。フジテレビ版のファースト・オンエアの際は日本語吹替音声が3時間ノーカットで収録されたが、DVD化の際に使用許可が下りなかったためである。
のちに発売されたアルティメット・エディション盤では、カットされた音声も含めて殆んど収録され、“不適切な文言”“冒頭のナレーション”など数箇所の僅かなカットに抑えたほぼ完全な状態に復元されている。それでも一部は日本語字幕となった。
その後、2013年に発売された50周年記念ブルーレイ盤には、“二つの台詞”を除いて、今までカットされていた“不適切な文言”“冒頭のナレーション”をすべて復元した最長の日本語吹替音声が収録されている。
株式会社ニューラインの「吹替シネマ2023」第2弾として2023年7月5日に発売される「大脱走-60th ANNIVERSARY 日本語吹替音声完全収録 4K レストア版-」には、フジテレビ版に加えてテレビ東京版の吹替音声も収録される（テレビ東京版は一部オリジナル音声・日本語字幕）。フジテレビ版は50周年盤でカットされた“二つの台詞”も復元された完全版となり、さらに「SPECIAL」収録のボーナスディスクには2週連続放送時の後編冒頭で流れた大木民夫ナレーションによる「前編ダイジェスト」を4K映像で再現したものが収録される。なおこの時、かつて2ちゃんねるなどで噂され存在の有無が不明だった「スティーブ・マックイーンを内海賢二が吹き替えた東海テレビ版」に関する調査も同時に行われ、最終的にデマの可能性が高いという結論に至っている。なお、ジェームズ・ガーナーを吹き替えたとされていた羽佐間道夫は「やっていないとは断言できないが全く記憶にない」と存在を否定しており、内海もまた1986年時点で本作を担当していないと証言している。

## 地上波放送履歴
初放送当時、番組枠に収まらない場合の洋画放映はカット放映が主流だったが、それを前後編に分けてノーカット放送したのは民放初の試みで、以後3時間前後の長編話題作は前後編で2回に分けての放映が普通になった。また、初回時の視聴率は前編25.5%、後編33.7%と当時の映画部門の最高視聴率を記録した。
| 回数   | テレビ局   | 番組名             | 放送日                | 放送時間    | 吹替版       |
| ------ | ---------- | ------------------ | --------------------- | ----------- | ------------ |
| 初回   | フジテレビ | ゴールデン洋画劇場 | 1971年10月1日・8日    | 21:00-22:56 | フジテレビ版 |
| 2回目  | フジテレビ | ゴールデン洋画劇場 | 1973年4月20日・27日   | 21:00-22:55 | フジテレビ版 |
| 3回目  | フジテレビ |                    | 1973年12月31日        | 20:05-22:55 | フジテレビ版 |
| 4回目  | フジテレビ | ゴールデン洋画劇場 | 1975年10月10日・17日  | 21:00-22:54 | フジテレビ版 |
| 5回目  | フジテレビ | ゴールデン洋画劇場 | 1978年5月5日・12日    | 21:00-22:54 | フジテレビ版 |
| 6回目  | フジテレビ | ゴールデン洋画劇場 | 1980年12月12日・19日  | 21:00-22:54 | フジテレビ版 |
| 7回目  | フジテレビ | ゴールデン洋画劇場 | 1981年12月26日        | 21:02-22:54 | フジテレビ版 |
| 8回目  | フジテレビ | ゴールデン洋画劇場 | 1987年3月21日         | 21:03-23:24 | フジテレビ版 |
| 9回目  | テレビ東京 | 木曜洋画劇場       | 1994年2月24日・3月3日 | 21:02-22:54 | フジテレビ版 |
| 10回目 | テレビ東京 | 年忘れ傑作シネマ   | 1996年12月30日        | 21:00-23:30 | フジテレビ版 |
| 11回目 | テレビ東京 | 木曜洋画劇場       | 2000年1月20日         | 21:02-23:39 | テレビ東京版 |
| 12回目 | テレビ東京 | 午後のロードショー | 2019年2月21日         | 12:40-15:40 | フジテレビ版 |
| 13回目 | テレビ東京 | 午後のロードショー | 2023年12月21日        | 12:40-15:40 | フジテレビ版 |